# Alan Curtis (Musiker)

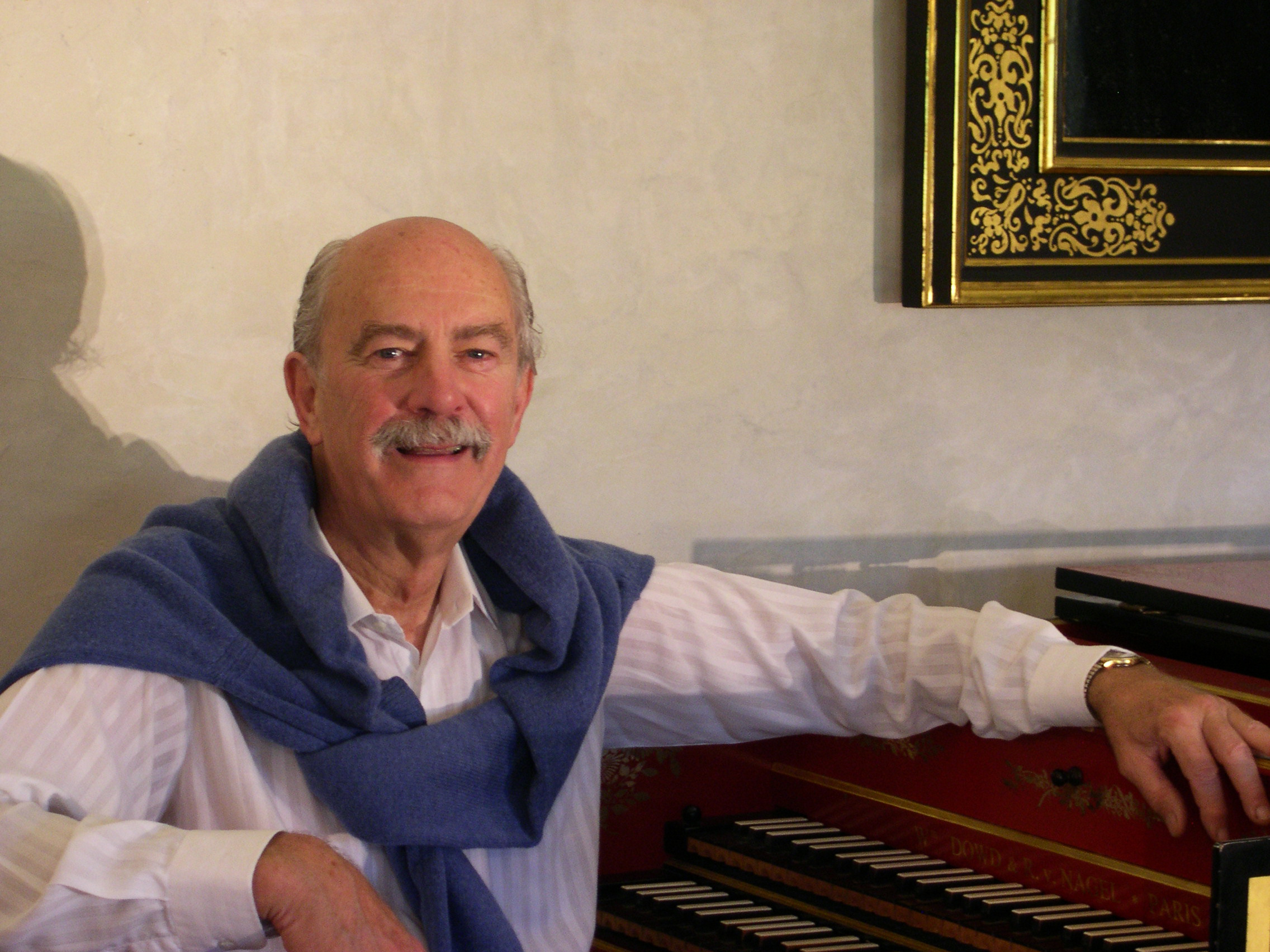
Alan Curtis, 2006

Alan Curtis (* 17. November 1934 in Mason, Michigan; † 15. Juli 2015 in Florenz, Italien) war ein US-amerikanischer Cembalist, Musikwissenschaftler und Dirigent von Barock-Opern. 1977 gründete er das Orchester Il complesso barocco, welches er bis zuletzt leitete.

## Leben
Alan Curtis studierte 1957 bis 1959 in Amsterdam bei Gustav Leonhardt, mit dem er mehrere Bach-Konzerte für Cembali aufführte. An der University of Illinois promovierte er 1960 mit einer Dissertation über die Orgelmusik von Sweelinck. Noch als Student galt er als der erste moderne Cembalist, der die Werke von Louis Couperin und die Opern von Komponisten wie Monteverdi und Rameau mit historischen Instrumenten adäquat darstellen konnte. Platten, die er in den 1960er und 1970er Jahren herausbrachte, enthalten Solo-Klaviermusik, von Rameau und Bach.
1977 gestaltete er den erfolgreichen Versuch, in einer konzertanten Aufführung von Händels Oper Admeto das Händelsche Opern-Orchester wieder zu beleben, einschließlich der Nutzung der Theorbe, der Chitarrone und des chromatischen Cembalos. Anschließend wirkte er mehrfach als Dirigent bei den Innsbrucker Festwochen der Alten Musik.
Curtis war der Leiter des 1977 durch ihn in Amsterdam gegründeten Barockorchesters Il complesso barocco. 2007 begann eine kontinuierliche Zusammenarbeit des Complesso Barocco mit dem Theater an der Wien, insbesondere für konzertante Aufführungen. An der Wiener Kammeroper, seit 2012 zweites Haus des Theaters an der Wien, feierte das Bach Consort Wien unter Leitung von Alan Curtis im Herbst 2013 mit der szenischen Wiederentdeckung von Leonardo Vincis Semiramide einen großen Erfolg.
Alan Curtis starb am 15. Juli 2015 im Alter von 80 Jahren in Florenz.